# Museo archeologico nazionale di Spagna
Il Museo archeologico nazionale di Spagna (in castigliano Museo arqueológico nacional de España) è stato fondato da Filippo III ed è situato a Madrid, nell'edificio che si riferisce al Palacio de bibliotecas y museos, insieme alla Biblioteca nazionale. Il Museo mostra pezzi dalla Preistoria al XIX secolo. Conserva reperti egizi, greci e romani, arte medievale, repliche dei dipinti delle caverne e opere iberiche.

## Lista delle opere più celebri esposte nel museo
- Bicha de Balazote
- Centauro di Royos
- Dama di Elche
- Dama di Baza
- Dama di Galera
- Dama di Ibiza
- Dama del Cerro de los Santos
- Piatti di Axtroki
- Pyxis di Zamora
- Sirena di Canosa
- Sfinge di El Salobral
- Sfinge di Agost
- Statua di Livia Drusilla
- Tesoro di Abengibre
- Tesoro di Aliseda
- Tesoro di Guarrazar
- Tori di Costitx
- Toro di Azaila
- Toro di Osuna
- Vaso con albero della vita
- Vergine in trono e angeli musicali

## Galleria d'immagini
| Bicha de Balazote | Dama de Galera | Sirena di Canosa |